# Массовые убийства в Дарфуре (2020)
Массовые убийства в Дарфуре — серия нападений, произошедших в середине июля 2020 года на западе Судана. Руководство Судана и совместная миссия Организации Объединённых Наций и Африканского союза в Дарфуре (ЮНАМИД) связывают массовые убийства с земельными конфликтами из-за прав на занятие сельским хозяйством, возникшими между неарабскими племенными фермерами масалитами и арабскими племенами бедуинов, которых правительство считает ответственными за нападения.

## Предыстория
С 2003 года в Дарфуре на западе Судана идёт гражданская война. В ходе ведения боевых действий различные этнические группы были изгнаны со своей земли. Люди из других регионов переехали и заняли оставленную землю, но в 2010-х годах землевладельцы вернулись на родину и стали оспаривать право собственности.
Согласно сообщениям «Радио Дабанга», предположительно независимой радиостанции и источника новостей: «Закон о незарегистрированных землях 1970 года позволил правительству применять силу для защиты земли и поощрять приобретение земли меньшинством богатых инвесторов (местных или иностранных), что привело к отчуждению агроскотоводов с их традиционной родины и отрицанию какой-либо формальной легитимности или юридического статуса на традиционные права собственности».
Сельское хозяйство в регионе в основном прекратилось во время конфликта, и в начале 2020 года правительство Судана вмешалось, чтобы вернуть землю первоначальным владельцам.

## Нападения

### 12 июля: Кутум, Северный Дарфур
12 июля 2020 года не менее 9 человек были убиты и 20 ранены в результате вооружённого нападения на демонстрантов, совершенного неизвестными боевиками на мотоциклах, верблюдах и лошадях в районе Фата-Борно, около города Кутум в Северном Дарфуре. В ответ правительство решило ввести чрезвычайное положение на всей территории штата. Свидетели также заявили, что боевики использовали лёгкое и тяжёлое оружие и разграбили городской рынок после вывода полицейских сил.

### 24 июля: Абудос, Южный Дарфур
24 июля 2020 года боевики ворвались в деревню Абудос в Южном Дарфуре, по словам местных лидеров племён. В результате нападения погибли по меньшей мере 20 человек, ещё 22 получили ранения. Среди жертв были дети, по словам премьер-министра Абдаллы Хамдука. Он связал насилие с тем, что фермеры возвращаются на свои поля, и пообещал отправить войска в Дарфур, чтобы «защитить граждан и сельскохозяйственный сезон». Эти войска будут распределены по всему региону Дарфура и состоять как из полиции, так и из военных подразделений.

### 25-26 июля: Мастери, Западный Дарфур
25 и 26 июля 2020 года в Западном Дарфуре произошла ещё одна бойня с участием около 500 повстанцев, которые напали на деревню Мастери возле Бейды, общины масалитов, в результате чего погибло более 60 человек. Мастери — деревня на границе с Чадом. Представитель Организации Объединённых Наций заявил, что ещё 60 человек получили ранения в результате нападения и что нападавшие также грабили и сжигали деревни. В заявлении ООН говорится, что это «один из последних инцидентов в области нарушения безопасности, о которых сообщалось на прошлой неделе», и что другие общины в регионе были уничтожены. Также сообщается о по меньшей мере семи смертельных нападениях в Западном Дарфуре с 19 июля 2020 года. ООН высказала предположение, что конфликт связан со спорами о владении землёй: после ухода из Дарфура местных жителей в начале 2000-х годов другие группы лиц захватили заброшенные земли. В последние годы местные жители предприняли попытки вернуться на свою землю. Ни одна из группировок не взяла ответственности за нападения.